# Тристан (Томас Манн)
«Тристан» — повесть Томаса Манна, написанная весной 1901 года (вероятно, в январе-апреле) и опубликованная в 1903 году в сборнике новелл «Тристан. Шесть новелл». Новелла задумана как «бурлеск», описывающая столкновение «причудливого чувства прекрасного» с «практической реальностью».

## Содержание

### О главных героях
Одинокий писатель Детлев Шпинель решил скрыться от тягот повседневности в ледяном горном воздухе санатория Уединение (Einfried). Писателем он успешным не был. Его единственная публикация — небольшой роман, «напечатанный на бумаге, напоминавшей ситечко для кофе, буквами, каждая из которых выглядела, как готический собор», действие которого развивалось «в светских салонах, в пышных дамских покоях, полных изысканных предметов». Через описания светских салонов чувствовалась его любовь к их изысканности и пышности и слышался голос писателя: «Как красиво! Боже, посмотрите, как красиво!…» В санатории он тоже страстно пишет, но только письма, на которые очень редко получает ответ. Директор клиники, доктор Леандер недолюбливает своего удивительного гостя, а один циничный пациент окрестил его «истлевшим младенцем» за его «странную наружность» и «большие гнилые зубы».
Однажды приезжает госпожа Клетериан, жена крупного негоцианта. С момента рождения сына Антона, полного сил и потому очень похожего на отца, у больной женщины возникли проблемы с трахеей, и, возможно, с легкими, которые она намерена вылечить здесь, в санатории. Вскоре к ней присоединяется бесцветная, плохо слышащая советница Шпац, функция которой ограничивается лишь подтверждением всего, что говорит её спутница.
Шпинель сразу же начинает чувствовать влечение к Габриэле Клетериан, урождённой Экхоф, и с любопытством расспрашивает её о происхождении и окружении и узнает, что раньше она играла на рояле, но бросила это занятие. Г-жа Клетериан продолжает рассказывать, как она познакомилась со своим мужем: Она сидела с друзьями в саду её родителей, «страшно запущенном и заглохшем […] был искрошившимися, покрытыми мхом стенами». Они вязали крючком, когда отец внезапно познакомил её с молодым деловым другом, в которого она влюбилась и за которого вышла замуж, несмотря на сопротивление отца. Шпинель глубоко впечатлен сценой в саду и с энтузиазмом приукрашивает её деталями. И если бы он, Шпинель, был там, то увидел бы «маленькую, золотую корону, незаметную, но полную значения», сверкающую в волосах Габриэлы. Впечатленный «робкой грацией» своей новой знакомой, Шпинель утверждает, что тот, кто называет бывшую фройляйн Габриэлу Экхоф её нынешним именем, госпожой Клетериан, «заслуживает плети».

### Игра на рояле
Пока другие пациенты катаются на санях, Шпинель встречает госпожу Клетериан в салоне в компании скучающей советчицы Шпац. Писателю удается уговорить её сыграть на рояле, хотя, как она утверждает, доктор категорически запретил ей это делать. После нескольких ноктюрнов Шопена Шпинель обнаруживает партитуру оперы Вагнера «Тристан и Изольда». Г-жа Клетериан выбирает мотив тоски, а затем любви: «Две силы, два разлученных существа в страдании и блаженстве стремятся друг к другу и сливаются в восторженном и безумном стремлении к вечному и абсолютному. Прелюдия вспыхнула и замерла». Даже появление сбитой с толку пациентки и пасторши Геленраух не способно было нарушить ошеломляющее воздействие, произведенное музыкой. В последовавшей за этим «глубокой тишине» двое какое-то время остаются очарованными слабо мерцающим светом свечи. Шпинель, благодарный и полный восхищения, опускается на колени перед Габриэлой со сложенными руками, в то время, как вдали уже слышны приближающиеся сани, «звон колокольчиков, хлопанье бичей и оживленные человеческие голоса».

### Письмо
По мере ухудшения состояния госпожи Клетериан её муж, уехавший по своим делам в родной город у Балтийского моря и считавший себя там незаменимым, был вынужден срочно вернуться к жене. Вид наивного человека, который вскоре появляется несколько раздраженным, с его толстым сынишкой Антоном на руках, причиняет Шпинелю страдания. Все ещё находясь под впечатлением от совместного дня, он пишет письмо Клетериану. В нём он красноречиво описывает идиллию в ирисовом саду Экхофа, знакомую ему по рассказам Габриэлы, «трогательный и мирный апофеоз, пропитанный вечерним просветлением упадка, разложения и угасания», чтобы затем назвать Клетериана за «бессознательным типом», «плебей-гурманом», который хочет владеть и осквернять, вместо того, чтобы просто благоговейно «глядеть». «Усталую, робкую и цветущую в возвышенной непригодности красоту смерти, цветущую в возвышенной бесполезности», он унизил «до служения пошлым будням». Пока Габриэла умирала, маленький Антон продолжал «жизнь своего отца».
Затем Клетериан лично навещает поэта, описывает его как «шута» и «труса», который испытывает страх перед действительностью, и постоянно в развращающей манере цитирует письмо Шпинела, которое он называет «жалким писанием, полным оскорбления». Из писем Габриэлы он знает, что Шпинель — капризный субъект, но его интриги ему ни к чему, скорее он, Клетериан, оставляет за собой право подать в суд. Шпинель — «хитрый идиот» и «опасен для общества». Его гневный поток слов прерывается тревожным появлением советницы Шпац, которая зовет Клетериана к постели своей жены. Её состояние резко ухудшилось, теперь она страдает от легких, «пошла горлом кровь». То, что её смерть неизбежна, остается невысказанным напрямую, но позже на это осторожно намекает её «завешанное окно».
Во время последующей прогулки Шпинель встречает маленького Антона Клетериана и его няню. Завидев его, «Антон Клетериан начал смеяться и ликовать, он так визжал от какой-то непонятной радости, что становилось жутко». В ужасе Шпинель поворачивается и уходит «осторожно и с принужденной грацией держа руки, насильно сдержанными шагами человека, который хочет скрыть, что он внутренне бежит от чего-то».

## Интерпретация

### Тематика
Центральной темой новеллы является конфликт между болезненностью и смертоносностью деятелей искусства, с одной стороны, и жизненной, веселой телесностью «настоящего» буржуазного мира, с другой, двумя принципами, которыми руководствуются главные герои, поэт и купец. Томас Манн неоднократно обращался к этой теме, сначала в новелле «Тонио Крёгер», а затем в основном в романе «Волшебная гора».
«Тристан» во многом предвосхищает «Волшебную гору». Параллели между Einfried, санаторием для людей, страдающих легочными заболеваниями, который обещает уединение и покой, и Berghof в Давосских Альпах очевидны. Властный, авторитарный директор клиники Хофрат Беренс уже появляется в «Тристане» в виде доктора Леандера. «Лекарства отдохновения», выставляющие пациентов, «полностью закутанных в одеяла и меха», на «солнечный мороз на террасе», причудливые соседи по комнате, зимние экскурсии по окрестностям, все это предвосхищает мир «Волшебной горы».
Центральная тема усилена мотивом-Тристана, известным из оперы Вагнера и символизирующим несчастную любовь, ведущую к смерти. Томас Манн пародирует культ Вагнера начала XX века, но не само произведение Вагнера.

### Герои

#### Шпинель
Вместе с Детлевом Шпинелем Томас Манн карикатурно изображает аморальный эстетизм, литературное направление, которое было в полном расцвете, когда создавалась новелла. С точки зрения литературы, Шпинелю нечего сочинить, кроме короткого романа, скорее брошюры, чем книги, напечатанной большими буквами и «на бумаге, напоминавшей ситечко для кофе» (имеется в виду бумага ручной работы). Место действия разворачивается в салонах и роскошных женских покоях, полных старинной мебели и бесценных драгоценностей. Ограниченность своего творчества Шпинель компенсирует театральным увлечением всем «красивым» и многочасовым написанием писем.
Высокий и неуклюжий, с гнилыми зубами и без отросшей бороды, за спиной его называют «истлевшим младенцем». Шпинель также является минералом, который выглядит как драгоценный камень, но на самом деле имеет небольшую ценность. Говорят, что автор Артур Холичер был образцом для создания внешности Шпинеля.

#### Господин Клетериян
Г-н Клетериян олицетворяет жизнеспособность и жизненную силу с одной стороны, но также грубость и вульгарность с другой. У него «сердце в нужном месте», и он знает, как произносить такие слова, как «кофе» или «Bottersemmeln», приятным образом, что доставляет Шпинелю дискомфорт. «Klötern» в просторечии является синонимом «хрипеть», но также и для «мочиться», а «Klöten», особенно в северных немецкоязычных странах, является синонимом «яичек». Неудивительно, что Клетериян однажды найдет в сыне свое подлинное продолжение и что болезненно-увядший Шпинель ненавидит его и насмехается над его именем, несмотря на то, что оно, в отличие от его собственного, вызывает уважение в мире.
Контрастные пары, которые, возможно, напоминают Шпинель и Клетериян, уже были выполнены по мотивам Томаса Манна — с мягкой иронией вместо едкой карикатуры — и дополняли, а не противоречили друг другу: Ханно Будденбрук и его друг Кай Граф Мельн, Тонио Крёгер и его школьный друг Ханс Хансен.

#### Габриэль Клетериян
Габриэла Клетериян, «женщина хрупкая», носит сверхъестественно нежное имя Архангела Гавриила . В начале новеллы она полностью находится под влиянием своего мужа и постоянно упоминается просто как «жена господина Клетерияна». Несмотря на то, что в юности она была весьма открыта для духовных и культурных вещей и играла на фортепиано, вскоре она поддалась очарованию своего энергичного мужа, которого она выбрала сознательно и вопреки сопротивлению отца и к образу жизни которого она приспособилась. Шпинелу удается раскрыть амбиции и стремления в личности Габриэле: пока она играет «Тристана» на пианино в санатории, вновь проявляется её истинная природа, что, конечно же, отдаляет её от самоуверенного мира мужа и в конечном итоге приводит к её смерти.

### Автобиографические мотивы
Поверхностно связанный с образом Шпинеля, Томас Манн воспроизводит свой собственный способ работы: «для человека, для которого писание является профессией, он подвигался вперед с плачевной медленностью, и тот, кто увидел бы его теперь, должен был бы прийти к заключению, что писатель это — человек, которому писание дается тяжелее, чем всем остальным людям. […] С другой стороны надо признать, что то, что получилось, в конце концов, производило впечатление гладкости и живости, хотя содержание носило странный, сомнительный и даже непонятный характер». Томас Манн никогда не скрывал, что писательство было для него непростым делом. Он писал свои романы и рассказы всего два-три утренних часа в день и редко писал больше одной страницы. «Писать мне всегда было труднее других, всякая легкость — иллюзия» (10 декабря 1946 г., Готфриду Кёльвелю). Томас Манн «сложил работу всей своей жизни в величие за небольшие дни работы из сотен отдельных вдохновений» (цитата из новеллы «Смерть в Венеции», 1913).